# Artavazd (berg)
Artavazd  (armeniska: Արտավազդ) är ett berg i Armenien. Det ligger i provinsen Kotajk, i den centrala delen av landet, 30 kilometer norr om huvudstaden Jerevan. Toppen på Artavazd är 2 450 meter över havet, eller 29 meter över den omgivande terrängen. Bredden vid basen är 0,12 km.
Terrängen runt Artavazd är kuperad åt sydväst, men åt nordost är den bergig. Närmaste större samhälle är provinscentralorten Hrazdan, 16,7 kilometer öster om Artavazd. 
Trakten runt Artavazd består i huvudsak av gräsmarker. Runt Gora Uzuk-Gyuni är det ganska tätbefolkat, med 149 invånare per kvadratkilometer.